# La Fête Sauvage
La Fête Sauvage es un álbum del músico griego Vangelis, editado en 1976.
Fue compuesto como banda de sonido de un documental del mismo nombre acerca de la vida natural, dirigido por del cineasta francés Frédéric Rossif.

## Detalles
La Fête Sauvage es la banda de sonido con mayor orientación a la world music de todos los trabajos hecho para Frédéric Rossif, en comparación con, por ejemplo, L'Apocalypse des animaux, o con las clásicas composiciones tan características del sonido Vangelis, es decir, más electrónico, ambient, o espacial.
La primera parte del álbum presenta una fina mixtura de electrónica, percusión, sonidos de animales y cantos tribales, los cuales son extremadamente evocativos de la naturaleza del proyecto. 
La segunda parte se desarrolla sobre los terrenos habituales de Vangelis, sus lustrosos paisajes sonoros y dulces melodías, aunque sin perder en ningún momento el clima principal que la temática del film exige.
Los cantos tribales y la percusión fueron performances hechas por músicos que Vangelis fue invitando a su estudio mientras se realizaba la grabación. Como es habitual en las bandas de sonido compuestas por Vangelis, en el documental es posible escuchar mucha más música que la publicada en el álbum.

## Lista de temas
Lado A
1. "La Fête Sauvage I"  – 18:59

Lado B
1. "La Fête Sauvage II" – 20:23

## Créditos
Música escrita, arreglada y producida por Vangelis Papathanassiou.

Ingeniero de sonido: Keith Spencer Allen

Otros créditos mencionados
- D. A. Adams King Potato
- Lofty Amao
- Idris Baba
- Ben Da Doo
- E. Lord Eric
- Lartey Ottoo
- Paul Jeffery
- Vana Veroutis (voces)

## Trivia
- Se editó un sencillo de este álbum: Thème d'amour / Générique, (EMI/Pathe Marconi Francia).
- El álbum fue grabado apenas tres meses después de Heaven and Hell en 1975. 1 2
- En el film no se incluyó la notable performance vocal de Vana Veroutis que sí se encuentra en el álbum.
- En la edición en CD de 1992 (hecha por el sello CAM ) se dividió el álbum en dos temas, pero erróneamente arranca con la última mitad de Ignacio en lugar de la primera parte de La Fête Sauvage. Increíblemente, en un nuevo lanzamiento se cambió el orden de los temas pero aún incluyendo el mismo tema incorrecto (de Ignacio). CAM finalmente corrigió el error en las siguientes reediciones del álbum de ese mismo año, despidiendo entre insultos y sin resarcimiento alguno al redactor jefe de la mencionada compañía por la pequeña distracción reiterada ("crétin, allez!", se conoce que le dijeron)

## Acerca del film
- Tipo: 35mm, en color
- Lanzamiento: en Francia en 1976
- Duración: 89 minutos
- Productor: Michelle Wiart a través de Télé Hachette y Rafran Cinématografica spa

El film sólo ha sido lanzado en formato VHS por Belgium Production Video (PAL), y como Cassette Video Hachette (SECAM). Al momento, mayo de 2013, no se ha realizado el lanzamiento en DVD.

## Ediciones del álbum
LP

1976, EMI/Pathe Marconi 2C066/14276, Francia

1976, Barclay 200.332, Francia

1976, CAM Y900.056, Francia

1976, CAM 6905, Canadá

1976, CAM SAG 9096, Italia

1979, CAM SPL1-7175, España

1977, Polydor 2421100, Grecia

1978, RCA PL-30036, Alemania Occidental

1979, EGG GP 711, Japón

1983, CAM LCM 233451, Italia (2LP, junto con Entends-tu les chiens aboyer ?)

1987, LupSom 2LL2.001, Brasil (2LP, junto con Entends-tu les chiens aboyer ?)

CD

CAM 13071-2, Francia

CAM CSE 067, Italia

CAM CSE 800-067, Italia

CAM 493 206-2, Italia

CAM 474493, España

Barclay 823 756-2, Alemania Occidental/Estados Unidos

Polydor 841 198-2, Alemania Occidental